# Insolibasidium
Insolibasidium är ett släkte av svampar. Insolibasidium ingår i familjen Platygloeaceae, ordningen Platygloeales, klassen Pucciniomycetes, divisionen basidiesvampar och riket svampar.
|                | Achroomyces                                |
|                |                                            |
|                | Platygloea                                 |
|                |                                            |
|                | Glomopsis                                  |
|                |                                            |
|                | Glomospora                                 |
|                |                                            |
| Insolibasidium | \| \| Insolibasidium deformans \| \| \| \| |
|                | \| \| Insolibasidium deformans \| \| \| \| |
|                | Insolibasidium deformans                   |
|                |                                            |

|  | Insolibasidium deformans |
|  |                          |